# Arran (eiland)
Arran is een Brits eiland in het westen van Schotland, en telt ongeveer 5000 inwoners. Het behoort tot het raadsgebied (council area) North Ayrshire. Arran wordt ook wel Schotland in het klein genoemd.

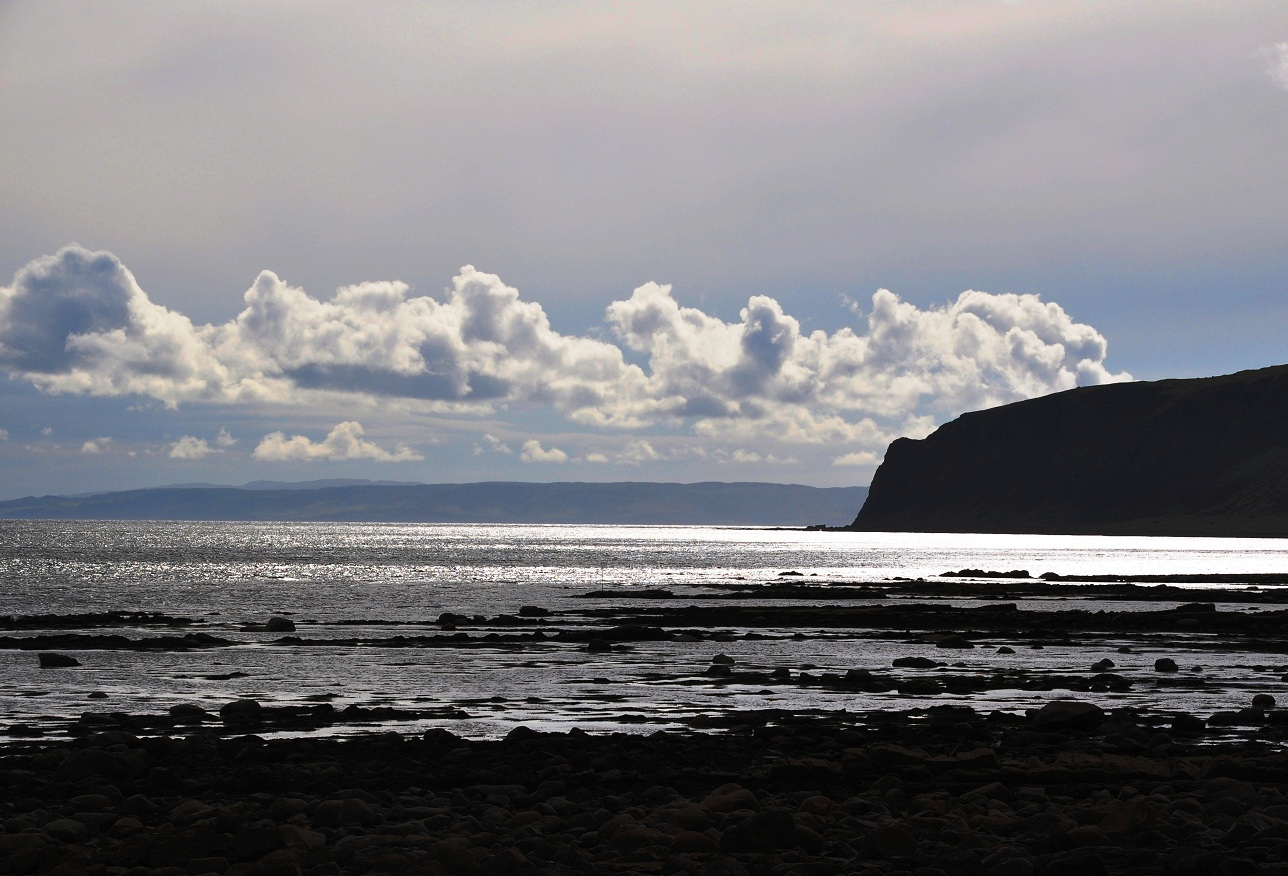
Wolken boven de baai van Kildonan aan de zuidpunt van het eiland

Het eiland ligt in de Firth of Clyde. De belangrijkste plaats op Arran is Brodick (een oude Noorse naam voor brede baai). Brodick is de plaats waar de veerboot uit Ardrossan aanmeert, waarmee de verbinding naar het vasteland van Schotland wordt gemaakt.
Het noorden van Arran heeft een aantal bergen, waaronder Goat Fell, de hoogste berg op het eiland met 874 meter. Het zuiden van Arran is wat vlakker.
In een baai tussen Lamlash en Whiting Bay ligt het kleine Holy Island, waarop ook een boeddhistisch klooster ligt. Vanuit Lamlash gaat een kleine veerboot naar Holy Island.

## Whisky
In Lochranza in het noorden bevindt zich sinds 1995 een onafhankelijke whiskystokerij. Arran had eerder al een goede naam onder whiskyliefhebbers, maar rond 1836 is door de overheid de whiskycultuur op Arran uitgebannen; de whisky van Arran uit die tijd was illegaal gestookt en bevatte het gevaarlijke methanol. De Arran Single Malt krijgt zijn water uit Loch na Davie. De Arran Distillery werd in 1995 plechtig geopend door Elizabeth II.
Daarnaast heeft Brodick een microbrouwerij waar Arran Beer wordt gebrouwen, dat onder andere in de varianten blond, bitter en stout verkrijgbaar is.
Rondom het eiland ligt een wandelroute: de Coastal Way Walk.

## Bezienswaardigheden
- Auchagallon Stone Circle - een graf met steencirkel uit de bronstijd
- Bennecarrigan Free Church
- Brodick Castle
- Carn Ban - neolithisch graf
- Glenashdale Falls - een twee-traps waterval bij Whiting Bay
- Kilpatrick Dun - een rond gebouwtje gebouwd met de droge steen techniek
- King's caves - een serie grotten aan de kust bij Drumadoon
- Loch Iorsa - een meer met eilanden
- Lochranza Castle - een dertiende-eeuws kasteel
- Machrie Moor Stone Circles - zes steencirkels uit de bronstijd
- Moss Farm Road Stone Circle - een graf met steencirkel uit de bronstijd
- Torr a'Chaisteal Fort - een rond fort uit de late ijzertijd
- Torrylin Cairn - een ganggraf uit het steentijd